# Daiki Deoka
Daiki Deoka (født 16. august 1994) er en japansk fodboldspiller, som spiller for den japanske fodboldklub Thespakusatsu Gunma.